# Машина для бега
Машина для бега (нем. Laufmaschine) — колёсное транспортное средство, приводимое в движение мускульной силой человека путём отталкивания ногами от поверхности земли.
Изобретена в 1817 году Карлом Дрезом, который дал название транспорту Laufmaschine. В феврале 1818 года он запатентовал своё изобретение во Франции, где транспортное средство стало называться Vélocipède.

## История
Дрез уже подал заявку на патент 27 октября 1813 года, представив своё изобретение в виде четырёхколесной «безлошадной повозки» в начале декабря 1813 года в Карлсруэ по случаю визита царя Александра I к принцессе Амалии Гессен-Дармштадтской. Но успех это транспортное средство так и не приобрело, даже после презентации его на Венском конгрессе.
К лету 1817 года Карл Дрез разработал двухколёсную версию транспортного средства и предпринял 12 июня 1817 года первое путешествие из своего дома в Мангейме в курьерский пункт Райнау на машине, построенной колесным мастером из Мангейма. Двигаясь со скоростью 13-14 километров в час без особых усилий, он за час преодолел свой путь, что стало сенсацией. Машина для бега представляла собой двухколесную повозку с колесами, расположенными в одну линию, приводимую в движение сидящим на ней человеком, отталкивающимся от земли ногами, как при обычной ходьбе или беге. Переднее колесо и руль были шарнирными, чтобы можно было управлять ездой.
Патент в Германии Карл Дрез получил 12 января 1818 года. Французский патент № 896 на транспортное средство (Vélocipède) был выдан Карлу Дрезу 17 февраля 1818 года; английский патент — Денису Джонсону выдан 22 декабря 1818 года (№ 4321, Pedestrian Curricle или Dandy-Horse) и американский патент — У. К. Кларксону 26 июня 1819 года.
К настоящему времени машина для бега трансформировалась в два самостоятельных транспортных средства: велосипед и самокат.

Разновидности машины для бега
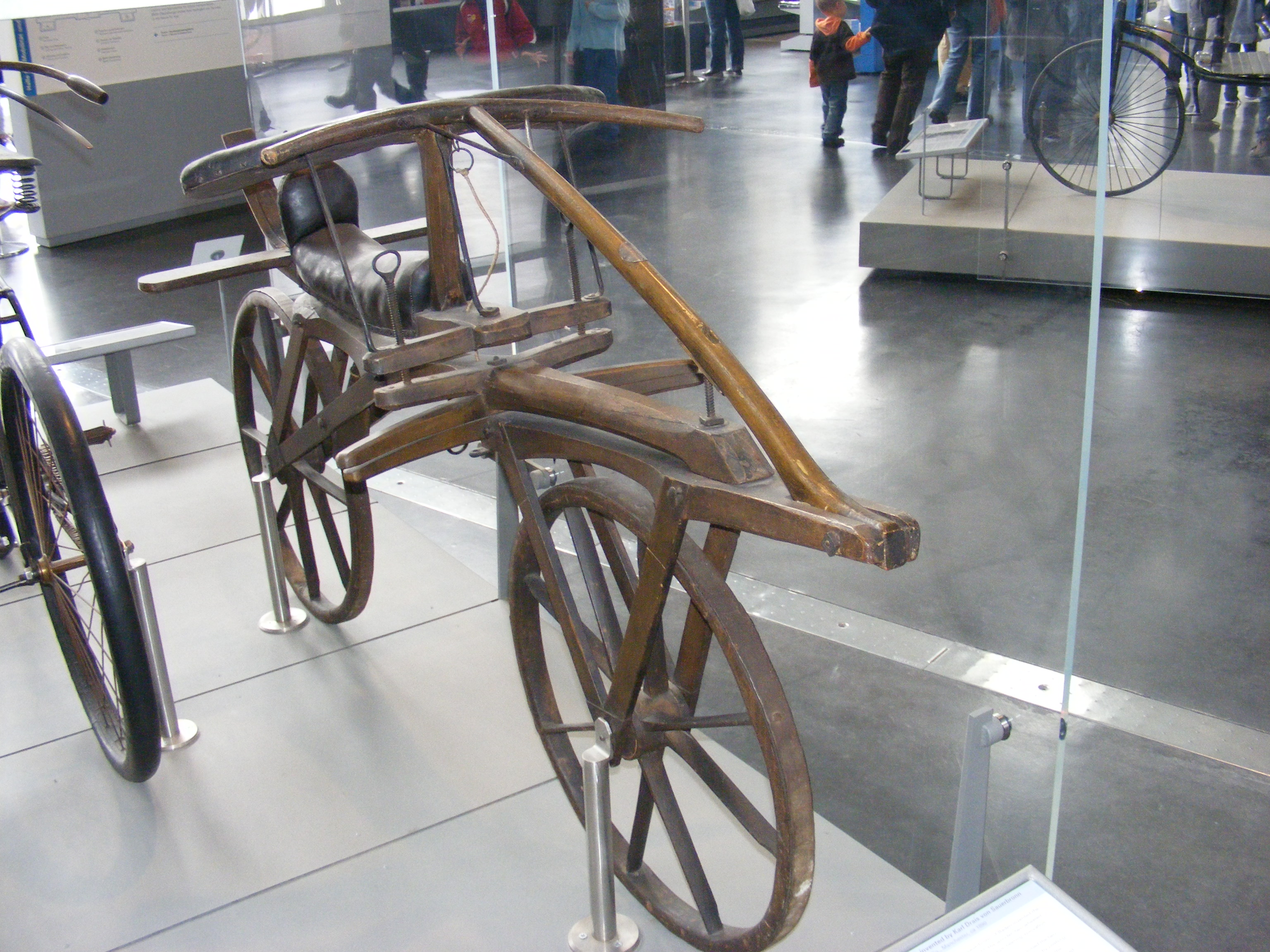
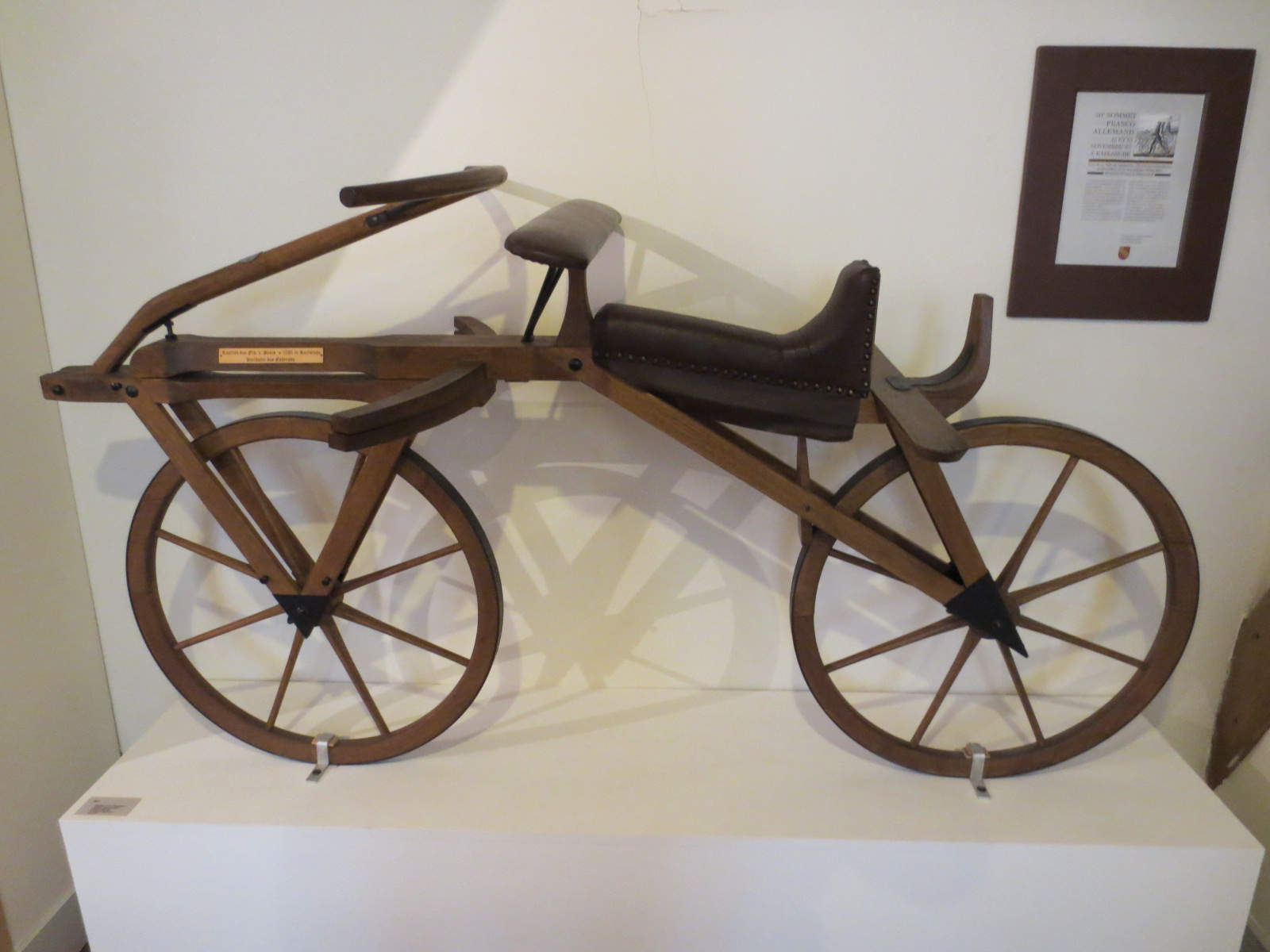
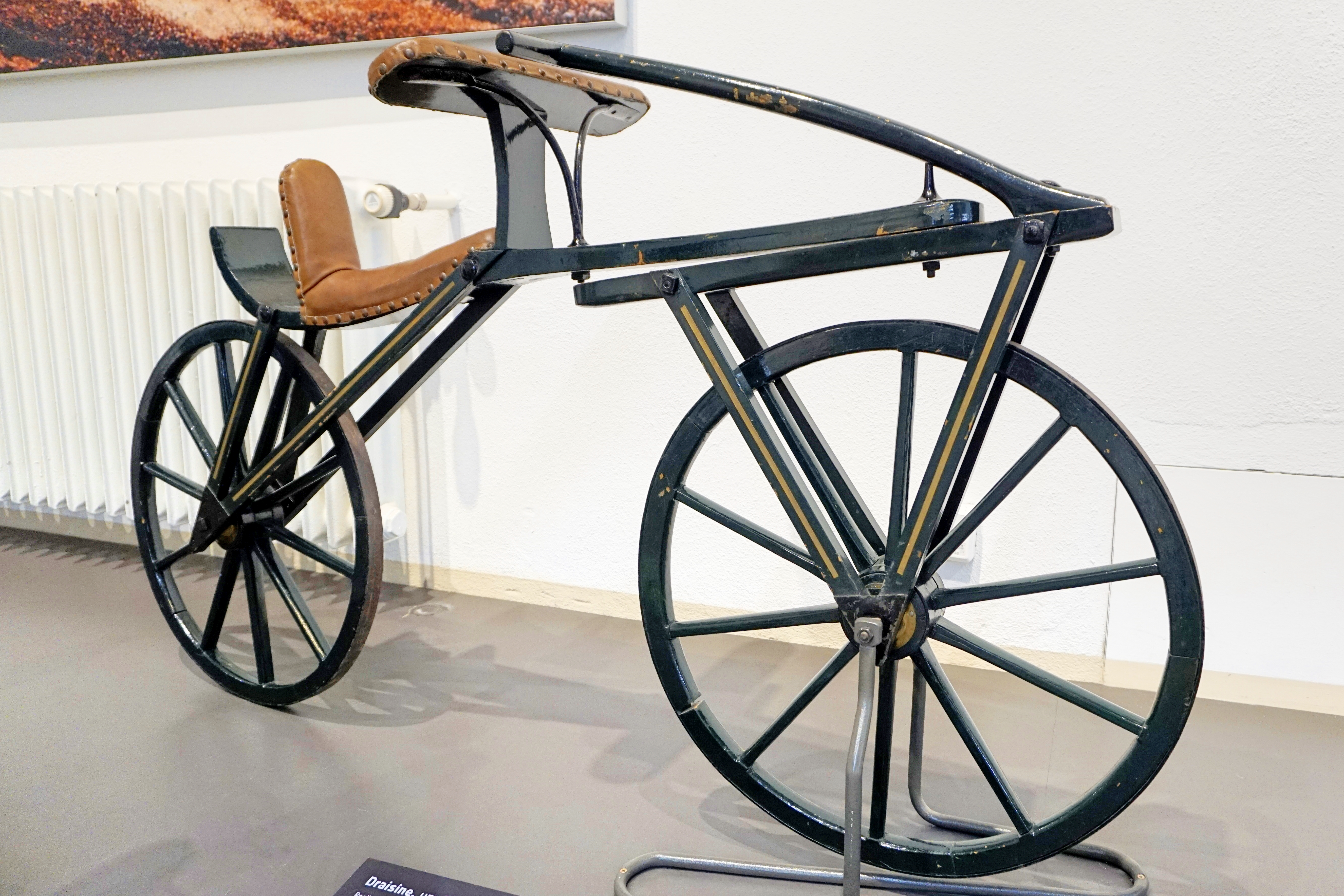
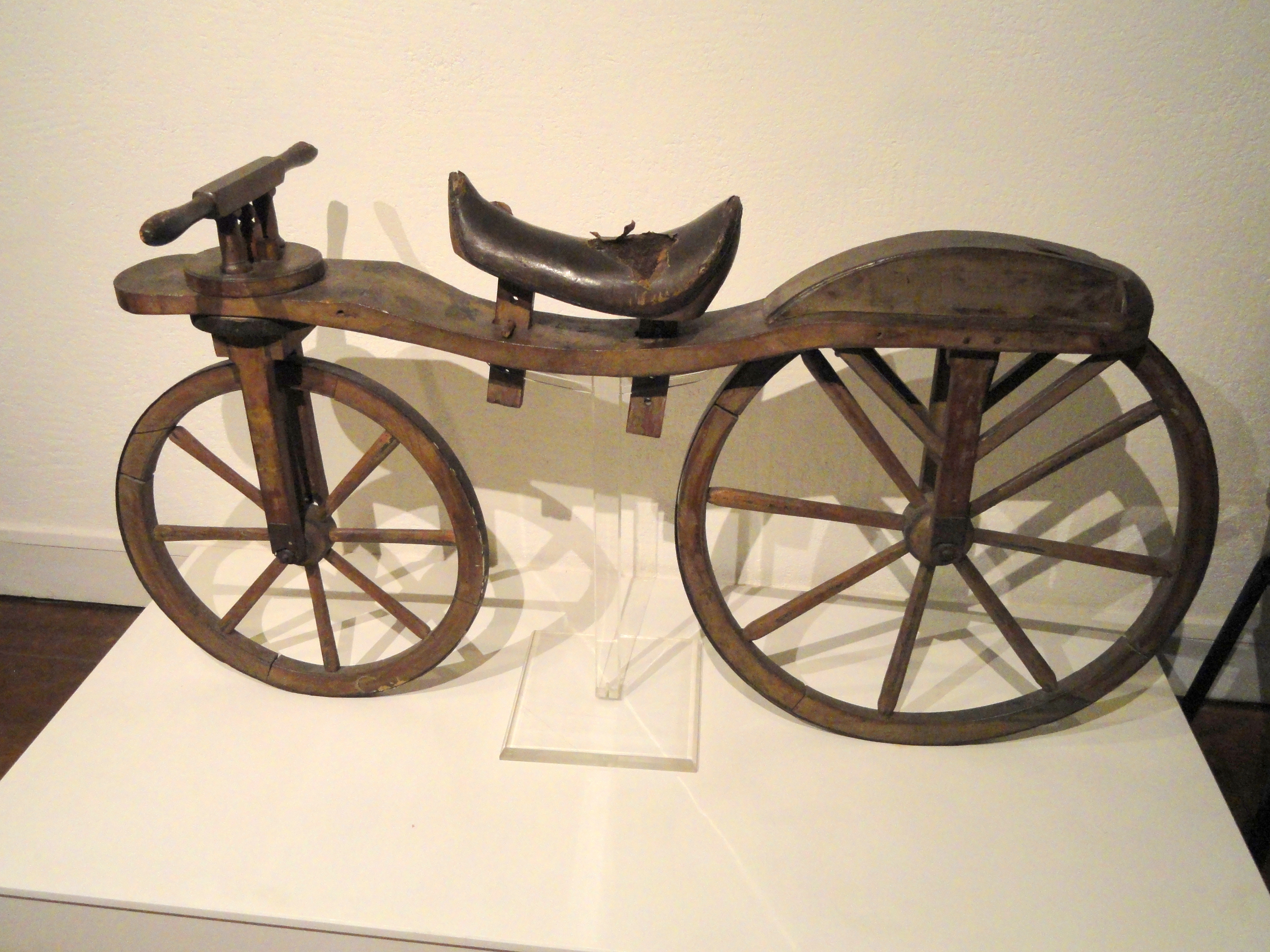
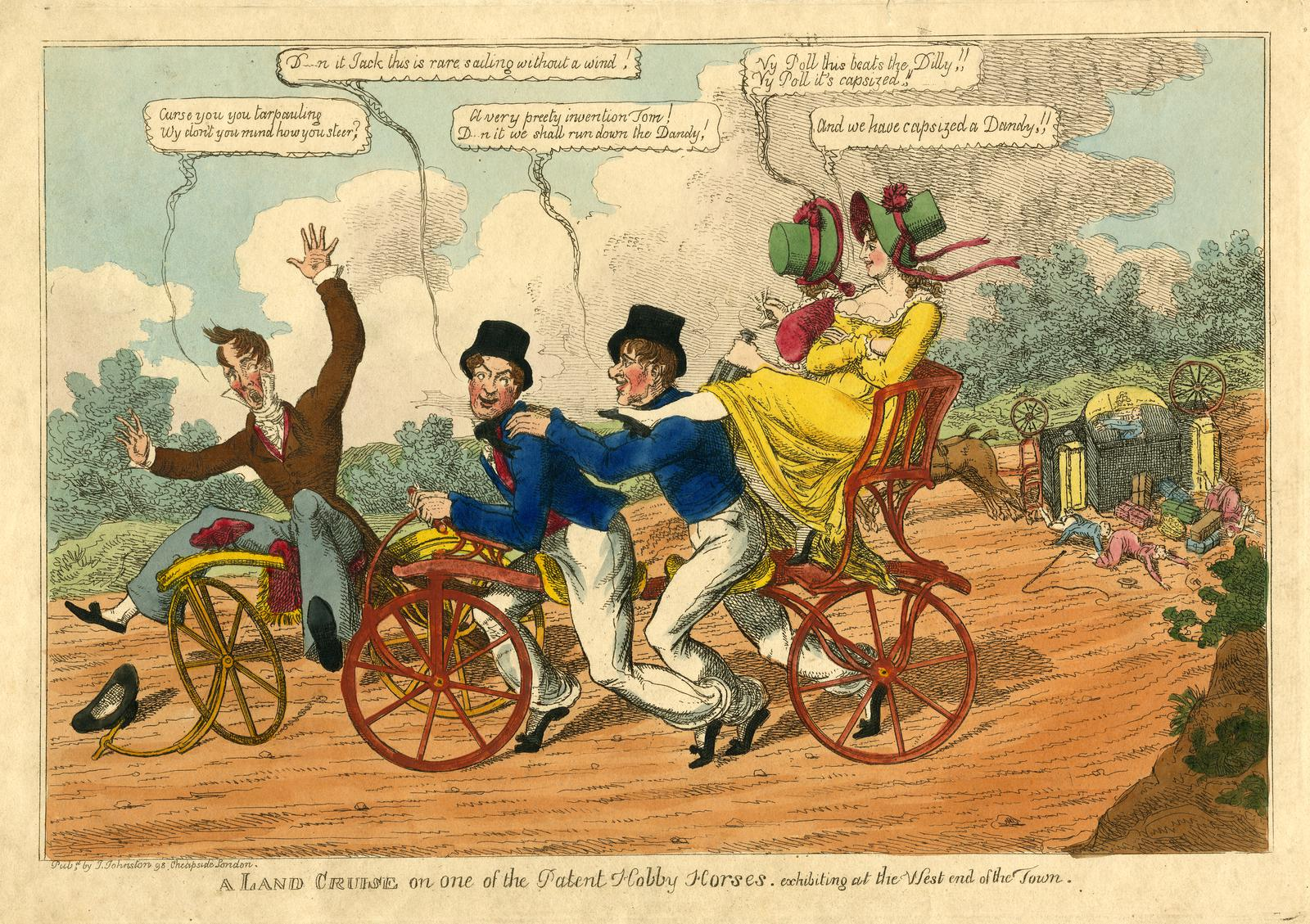
карикатура 1819 пьяные за рулём машин для бега
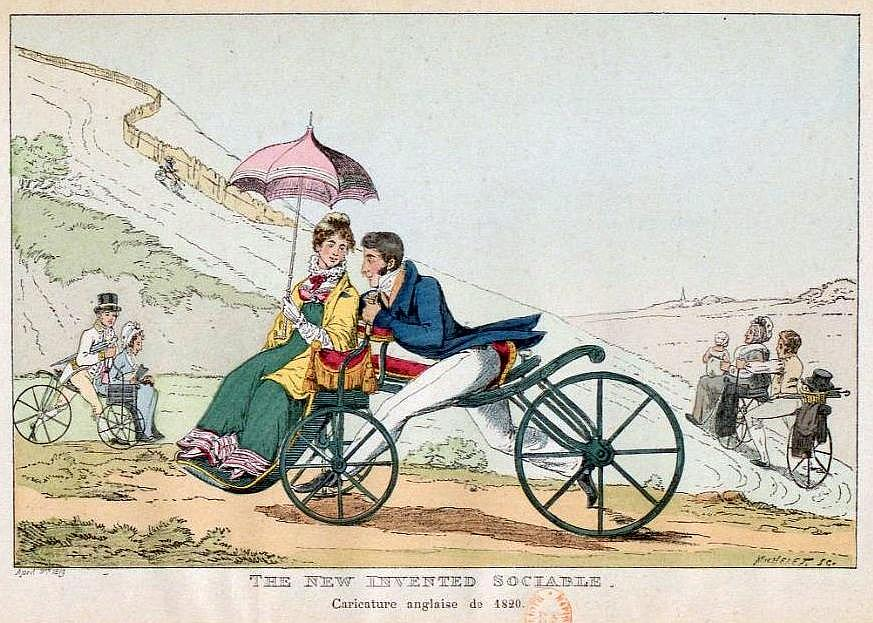
рисунок 1820 года
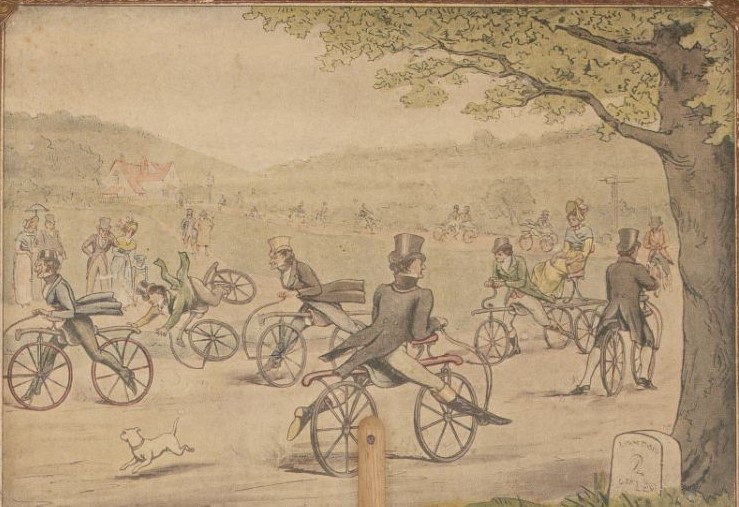
прогулка на древних велосипедах (машинах для бега) 1819 год